# Xã Coldbrook, Quận Warren, Illinois
Xã Coldbrook (tiếng Anh: Coldbrook Township) là một xã thuộc quận Warren, tiểu bang Illinois, Hoa Kỳ. Năm 2010, dân số của xã này là 467 người.